# 特選外車情報エフロード
特選外車情報エフロード（F-Road , とくせんがいしゃじょうほう－ ）は、日本の自動車雑誌。
発行は出版社である株式会社マガジンボックス（東京都新宿区）で、おもにスーパーカーなど輸入車（外車）を中心とした話題や情報を掲載している。
刊行は月刊であり、一冊定価は780円（2013年5月現在）。
創刊からおおよそ28年の歴史があり、2013年4月発売の2013年5月号で、通算336号となった。
代表的な連載記事として、姉妹紙であった「くるまにあ」誌で連載終了となっていた「TOKYO中古車研究所™（略称：T中研™）」を引き継ぐ形で、自動車評論家、福野礼一郎による『福野礼一郎 TOKYOスーパーカー研究所』があったが、2012年11月号（330号）で紙面リニューアルに伴い最終回を迎えた。
しかしながら、2013年4月号より「晴れた日にはクルマに乗ろう」の企画名で、同様の試乗記を連載再開しているが、本人も「経緯は不明」としている。